# Алексий III Ангел
Алексий III Ангел (на гръцки: Αλέξιος Γ' Άγγελος) е император (василевс) на Източната Римска (Византийска) империя от Династия на Ангелите. Управлява от 1195 до 1203 г.

## Узурпация
Алексий Ангел е по-голям брат на император Исак II Ангел, който го назначава за севастократор и военачалник. Узурпира властта с помощта на войските, след като сваля и ослепява брат си, император Исак II Ангел, докато последният се намира на лов в Македония.

## Управление и упадък
Алексий III заварва империята отслабена и притисната от външни агресори. Макар че се проявява като любезен и снизходителен владетел, Алексий III е слаб и неспособен управник, при който империята върви към упадък. Той се намира под влиянието на съпругата си – амбициозната Ефросина Дукина Каматерина, която именно го подтиква да направи преврат, за да дойде на трона.
За да спечели популярност, след като е узурпирал трона на брат си, Алексий започва да раздава парите, които Исак II е събирал за подготвянето на военни действия. Поради финансовите затруднения императорът увеличава данъците, но разпуска голяма част от армията и се отдава главно на дворцови развлечения. През управлението му във Византия разцъфтява невиждана корупция.

### Външна политика
Външнополитическото положение Византия по времето на Алексий III също търпи неблагоприятно развитие с поредица от безславни отстъпки и поражения. Високомерието и арогантния тон на ромейската дипломация, на фона на залязващата имперска мощ на Византия, не впечатляват чуждестранните владетели, а предизвикват присмеха им.
Германския император Хайнрих VI заплашва да обяви война на Византия, ако не получи паричен откуп. Алексий III въвежда специален данък наречен алеманикон (гр. ἀλεμανικόν) и едва успява да събере парите, след като ограбва скъпоценностите от императорските гробници в църквата Свети Апостоли (Константинопол). Не е пощадена дори гробницата на Константин Велики. Тъй като междувременно германският император умира (1197 г.), Алексий III не изплаща откупа, а го използва за да преустрои дворците и градините си.
Продължава без успех войната срещу българите и техните кумански съюзници, които опустошават византийските владения в Тракия. През 1198 – 1201 г. Алексий III е принуден да воюва с българските феодали Добромир Хриз и Иванко, отцепили се като самостоятелни владетели в Македония (около Просек) и Родопите. В резултат на мирен договор с цар Калоян през 1201/1202 г. Византия губи значителни територии около Средец, Ниш, Браничево и Белград. На изток, селджукските турци продължават да отнемат територии от византийците.

### IV Кръстоносен поход, сваляне и изгнание
През лятото на 1203 г. западните рицари и венецианците, участници в Четвъртия кръстоносен поход, се явяват пред Константинопол, водейки със себе си претендента за византийския престол – младият Алексий IV Ангел, син на детронирания Исаак II. По това време византийския флот и армия се намират в окаяно състояние, занемарени и дълго време пренебрегвани от императора. Без да успее да окаже отпор, Алексий III бяга от столицата, а племенникът му заема трона заедно с ослепения Исаак II. Само година по-късно (1204 г.) кръстоносците превземат Константинопол, ликвидират Византия и основават Латинската империя.
Остатъкът от живота си бившият император прекарва в изгнание и неуспешни опити да си върне изоставения престол. През 1211 г. той се опитва да завладее Никея с помощта на селджукските турци, но съюзниците му са разгромени, а той самият е пленен от никейския император Теодор I Ласкарис, принудително замонашен и пратен в манастир в никейските владения.

## Деца
Алексий III Ангел и Ефросина Дукина Каматерина имат три дъщери:
- Ирина Ангелина, омъжена 1. за Андроник Контостефан, 2. за Алексий Палеолог; тя е баба на император Михаил VIII Палеолог.
- Анна Ангелина, омъжена 1. севастократор Исак Комнин (племенник на император Мануил I Комнин), 2. за Теодор I Ласкарис
- Евдокия Ангелина, омъжена 1. за сръбския крал Стефан Първовенчани, 2. за Алексий V Дука Мурзуфул и 3. за Лъв Сгур.